# Балканський півострів
Балка́нський піво́стрів, або Балка́ни (алб. Gadishulli Ballkanik, Siujdhesa e Ballkanit, арум. Peninsula Balcanicã, болг. і мак. Балкански полуостров, босн. Balkansko poluostrvo, гаг. Balkan Yerparçasî, грец. Βαλκανική χερσόνησος, трансліт. Valkaniki chersonisos, італ. Penisola balcanica, рум. Peninsula Balcanică, серб. і чорн. Балканско полуострво, словен. Balkanski polotok, тур. Balkan Yarımadası, хорв. Balkanski poluotok), рідше Гемайський півострів, або Гемус (дав.-гр. Αἶμος, трансліт. Aĩmos, лат. Haemus) — півострів у Південній Європі. Свою назву регіон отримав від Балканських гір, які простягаються через усю Болгарію. Балканський півострів омивається Адріатичним морем на північному заході, Іонічним морем на південному заході, Егейським морем на півдні, Чорноморськими протоками на сході та Чорним морем на північному сході. Умовна материкова межа — річки Дунай та Сава, потім лінія йде на захід до Трієстської затоки. Найвища точка Балкан — Мусала, 2 925 метрів (9 596 фут), у гірському масиві Рила, Болгарія.
Концепцію Балканського півострова створив німецький географ Авґуст Цойне в 1808 році, який помилково вважав Балканські гори головною гірською системою Південно-Східної Європи, що тягнеться від Адріатичного до Чорного моря. Термін Балканський півострів був синонімом Румелії в XIX столітті, частини Європи, які в той час були провінціями Османської імперії. Воно мало геополітичне, а не географічне визначення, яке ще більше просувалося під час створення Королівства Югославія на початку XX століття. Визначення природних кордонів Балканського півострова не збігається з технічним визначенням півострова; тому сучасні географи доволі часто відкидають ідею Балканського півострова, тоді як історики зазвичай обговорюють Балкани як регіон. Термін набув стигматизованого та пейоративного значення, пов'язаного з процесом балканізації. Альтернативний термін, яким позначають регіон — Південно-Східна Європа.
Через велике число визначень кордони Балкан — спірні. Універсальної згоди щодо складових регіону не існує. За більшістю визначень цей термін цілком охоплює Албанію, Боснію та Герцеговину, Болгарію, Грецію, Косово, Чорногорію, Північну Македонію, європейську частину Туреччини, узбережжя Румунії, більшу частину Сербії, значні частини Хорватії та південні частини Словенії. Іноді цей термін включає всю Румунію, Сербію та Хорватії. Хоча вони не мають території на півострові, Угорщина та Молдова час від часу включаються до Балкан через культурну чи історичну приналежність, разом з усією Хорватією та Словенією. Провінція Трієст на північному сході Італії за деякими визначеннями вважається частиною півострова. Найбільші міста — Софія, Белград, Стамбул, Афіни.

## Назва

### Етимологія
Походження слова Балкани невідоме; воно може бути пов'язане з турецьким bālk «грязь» (від пратюрк. *bal 'mud «грязь, глина; густа або клейка речовина», порівн. також тюрк. bal «мед») і турецьким суфіксом -an «болотистий ліс» або перським bālā-khāna 'великий високий будинок'. Термін використовувався в основному за часів Османської імперії. І в османській, і в сучасній турецькій balkan означає «ланцюг лісистих гір».

### Історичні назви та значення

#### Класична античність і раннє середньовіччя
Від класичної античності до середньовіччя Балканські гори називалися місцевою тракійською назвою Гемус. Згідно з грецькою мітологією, тракійський правитель Гемус був перетворений Зевсом на гору як покарання, і гора була названа його ім'ям. Також був запропонований інший варіант назви. Д. Дечев вважає, що Гемус (дав.-гр. Αἶμος, трансліт. Aĩmos) походить від тракійського слова *saimon, «гірський хребет». Третій варіант полягає в тому, що «Гемус» походить від грецького слова haima (αἷμα), що означає «кров». Міт стосується боротьби між Зевсом і монстром/титаном Тифоном. Зевс поранив Тифона ударом грому, і кров Тифона впала на гори, давши їм назву.

#### Пізнє середньовіччя та османський період
Найдавніша згадка про назву з’являється на арабській мапі початку XIV століття, на якій Гемайський півострів згадуються як Балкани. Перший раз, коли назва «Балкани» була використана на Заході для гірського масиву в Болгарії, була в листі, надісланому в 1490 році папі Інокентію VIII Буонакорсі Каллімако, італійським гуманістом, письменником і дипломатом. Османи вперше згадують про Балкани в документі 1565 року. Існує також твердження про інше більш раннє булгаро-тюркське походження популярного в Болгарії слова, однак це лише ненаукове твердження. Це слово використовувалося османами в Румелії в його загальному значенні гори, як-от Kod̲j̲a-Balkan, Čatal-Balkan і Ungurus-Balkani̊, але воно застосовувалося до Гемайського півострова в цілому. Назва досі збереглася в Центральній Азії через Балканські Даґлари (Балканські гори) і Балканський велаят Туркменістану. Англійський мандрівник Джон Бекон Сорі Морріт ввів цей термін в англійську літературу наприкінці XVIII століття, а інші автори почали застосовувати цю назву до ширшої території між Адріатичним і Чорним морями. Концепція «Балкани» була створена німецьким географом Авґустом Цойне в 1808 році, який помилково вважав їх домінуючою центральною гірською системою Південно-Східної Європи, яка простягається від Адріатичного до Чорного моря. У 1820-х роках «Балкани стали улюбленим, хоча ще й не виключним терміном поряд з Гемусом серед британських мандрівників... Серед російських мандрівників, не настільки обтяжених класичною топонімікою, Балкани були терміном, якому віддали перевагу». У європейських книгах, надрукованих до кінця 1800-х років, Гемайський півострів був також відомий як Іллірі́йський піво́стрів або німецькою Illyrishe Halbinsel.

### Еволюція терміна в XIX-XX століттях

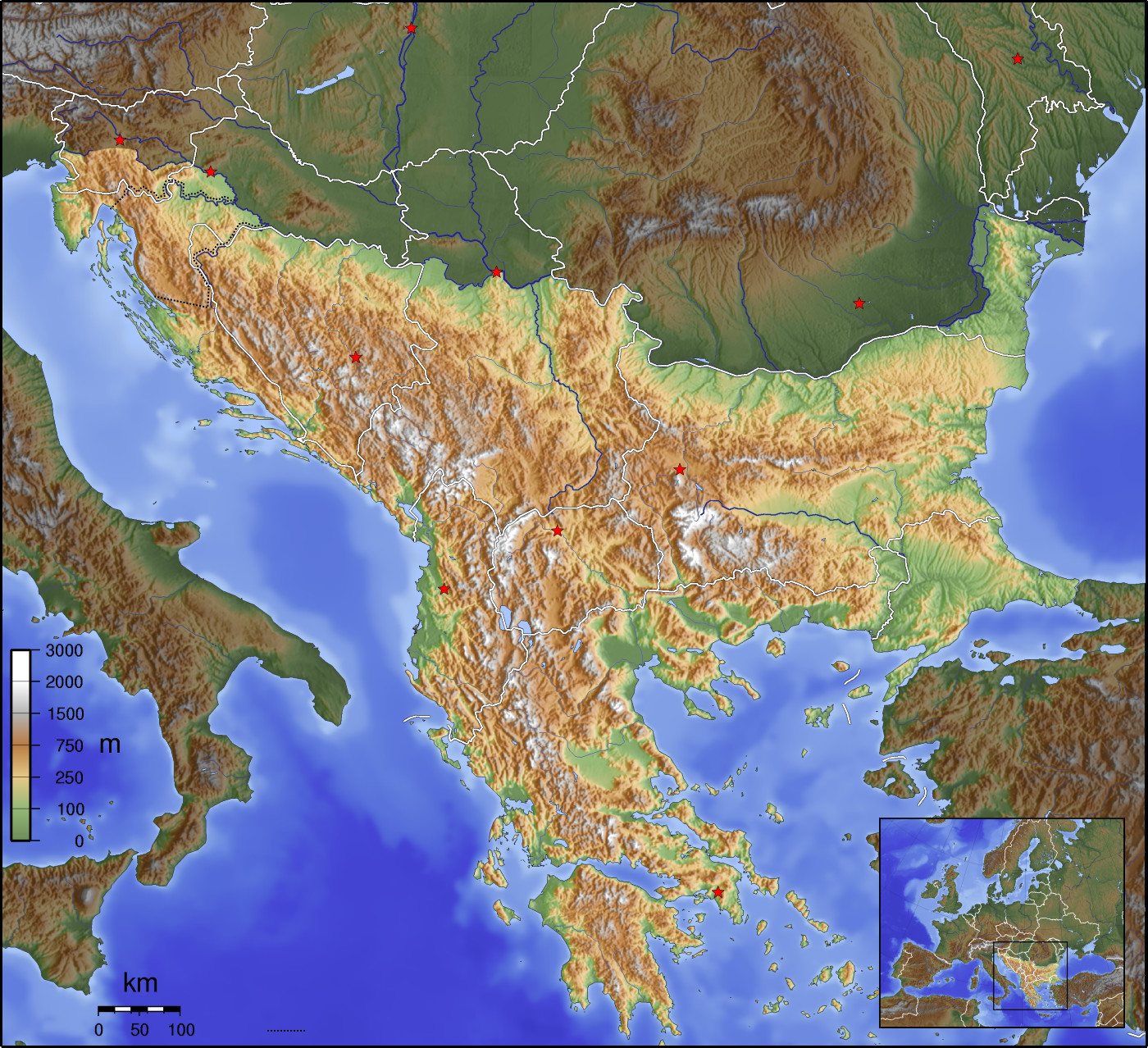
Визначення Балканського півострова з 1918 року в основному відповідно до Йована Цвіїча з північно-західною демаркацією Соча — Віпава — Постойна — Крка — Сава, тобто кордон між Альпами та Динарським нагір'ям.

Термін Балкани не використовувався в географічній літературі до середини XIX століття, оскільки вже тоді такі вчені, як Карл Ріттер, попереджали, що півостровом можна вважати лише частину на південь від Балканських гір, і вважали, що її слід перейменувати на «Грецький півострів». Іншими видатними географами, які не погоджувалися з Цойне, були Герман Ваґнер, Теобальд Фішер, Маріон Ньюбіґін та Альбрехт Пенк, тоді як австрійський дипломат Йоганн Ґеорг фон Ган у 1869 році для тієї самої території використовував термін Südosteuropäische Halbinsel («Південно-східний європейський півострів»). Однак після Берлінського конгресу (1878 р.) виникла політична потреба в новому терміні, і поступово термін «Балкани» став більш популярним, але на мапах північний кордон пролягав у Сербії та Чорногорії без Греції (лише зображувало окуповану Османською імперією територію частини Європи), тоді як югославські мапи також включали Хорватію та Боснію. Термін Балканський півострів був синонімом європейської Туреччини, політичних кордонів колишніх провінцій Османської імперії.
Широке використання цього терміна почалося в самому кінці 19-го та на початку 20-го століття, коли термін був прийнятий сербськими географами, особливо Йованом Цвіїчем. Це було зроблено з політичних міркувань як підтвердження сербського націоналізму на всій території південних слов'ян, а також включало антропологічні та етнологічні дослідження південних слов'ян, через які стверджувалися різні націоналістичні та расистські теорії. Завдяки такій політиці та югославським мапам цей термін було піднесено до сучасного статусу географічного регіону. Термін набув політичних націоналістичних конотацій, далеких від свого початкового географічного значення, що виникло внаслідок політичних змін від кінця XIX століття до створення Югославії після Першої світової війни (спочатку Королівство Сербів, Хорватів і Словенців у 1918 році). Після розпаду Югославії, починаючи з червня 1991 року, термін Балкани набув негативного політичного значення, особливо в Хорватії та Словенії, а також у повсякденному вживанні у всьому світі для військових конфліктів і фрагментації території (див. Балканізація).

### Південно-Східна Європа
Частково через історичні та політичні конотації терміна Балкани, особливо після військових конфліктів 1990-х років у Югославії в західній половині регіону, термін Південно-Східна Європа стає все більш популярним. Ініціатива Європейської Унії 1999 року називається саме Пакт стабільності для Південно-Східної Європи. У 2003 році інтернет-газета Balkan Times перейменувала себе в Southeast European Times.

## Дефініції та межі

Мапа Балканського півострова за лінією Дунай – Сава – Купа.

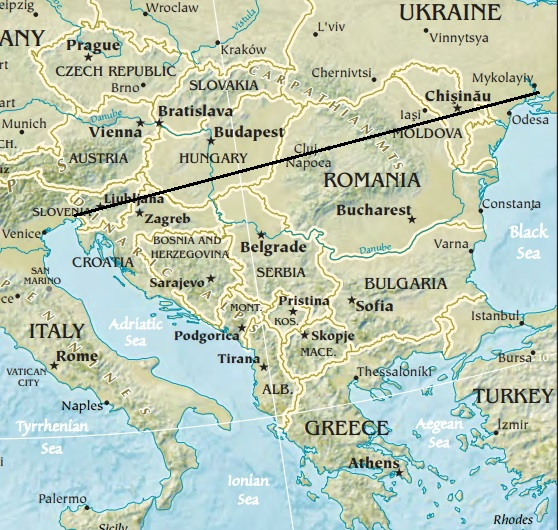
Карта Балканського півострова, визначеного як територія, оточена Адріатичне море на заході та Чорне море на сході.

### Балканський півострів
Балканський півострів омивається Адріатичним морем на заході, Середземним морем (включаючи Іонічне та Егейське моря) і Мармуровим морем на півдні та Чорним морем на сході. Його північну межу часто називають річками Дунай, Сава та Купа. Загальна площа Балканського півострова становить близько 470 000 км2 (181 000 миля2)   (трохи менше, ніж Іспанія). Півострів, як правило, входить до регіону, відомого як Південно-Східна Європа.
В даний час Італія володіє невеликою територією навколо Трієста, яка за деякими давнішими визначеннями вважається частиною Балканського півострова. Однак італійські географи зазвичай не вважають регіони Трієст та Істрія частиною Балканського півострова.

### Балкани
Кордони Балкан пов'язані з багатьма суперечливими визначеннями. Універсальної згоди щодо складових регіону не існує. За більшістю визначень цей термін повністю охоплює Албанію, Боснію та Герцеговину, Болгарію, Грецію, Косово, Чорногорію, Північну Македонію, європейську Туреччину, узбережжя Румунії, більшу частину Сербії, значні частини Хорватії та південні частини Словенії. Цей термін іноді охоплює всю Румунію та Сербію. Провінція Трієст в Італії, хоча за деякими визначеннями й належить до півострова, загалом виключена з Балкан. Угорщина та Молдова іноді включаються в дискусії про Балкани через культурну та історичну приналежність. Часто до Балкан відносять всю Хорватію та Словенію.
Термін Південно-Східна Європа також використовується для регіону з різними визначеннями. Окремі балканські держави також можна вважати частиною інших регіонів, включаючи Південну Європу, Східну Європу та Центральну Європу. Туреччина, включаючи її європейську територію, входить до Західної Азії або Близького Сходу.
Термін Південно-Східна Європа також використовується для регіону з різними визначеннями. Окремі балканські держави також можна вважати частиною інших регіонів, включаючи Південну Європу, Східну Європу та Центральну Європу. Туреччина, включаючи її європейську територію, зазвичай входить до Західної Азії або Близького Сходу.

#### Західні Балкани

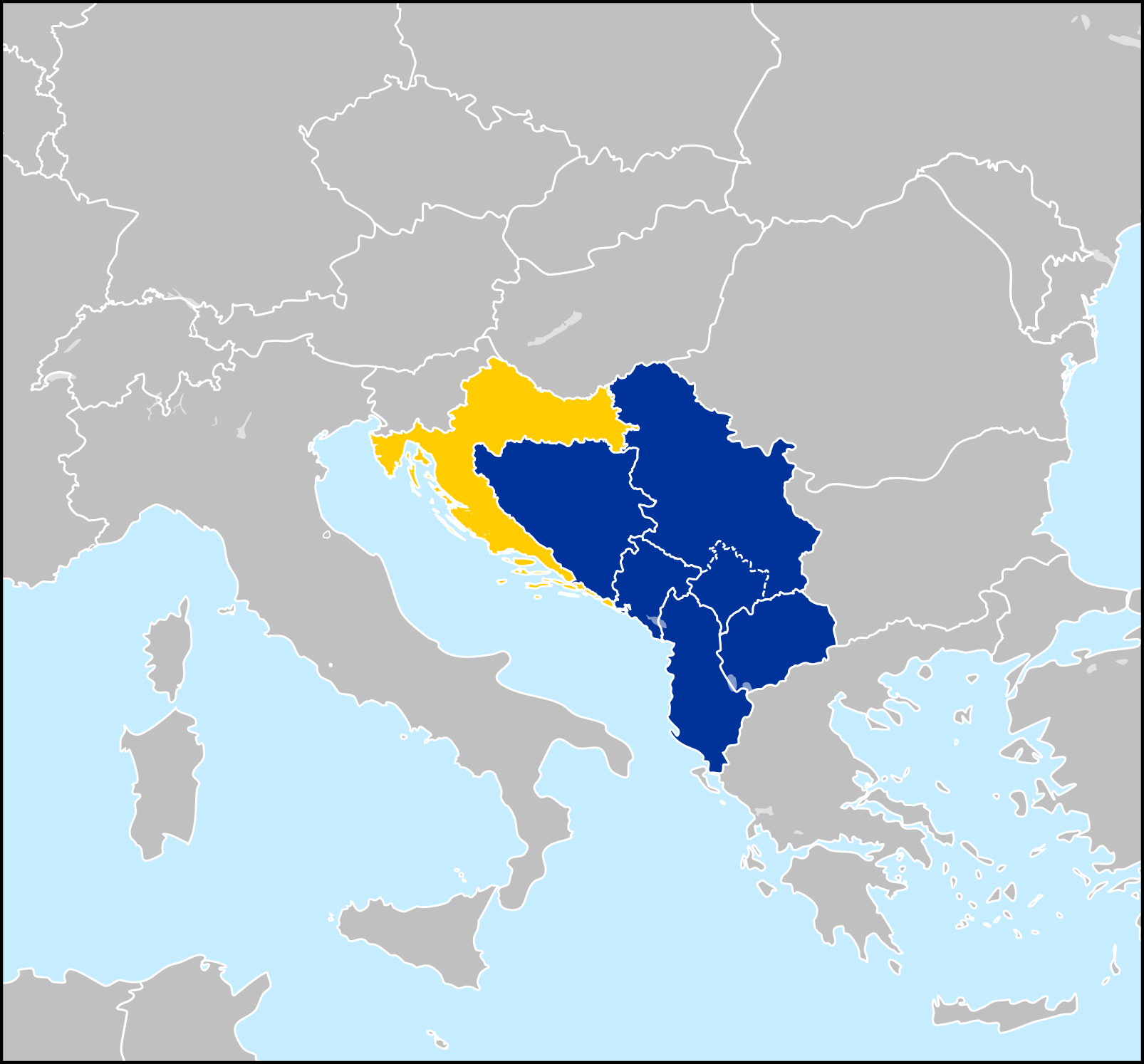
Держави Західних Балкан – Албанія, Боснія та Герцеговина, Хорватія, Косово, Чорногорія, Північна Македонія та Сербія. Хорватія (жовта) приєдналася до Європейської Унії в 2013 році.

Західні Балкани — це політичний неологізм, який використовувався для позначення Албанії та території колишньої соціалістичної Югославії, крім Словенії, з початку 1990-х років. Регіон Західних Балкан, використовуваний виключно в загальноєвропейській лексиці, приблизно відповідає території Динарських Альп. Східних Балкан немає.
Інституції Європейської Унії зазвичай використовують термін Західні Балкани для позначення балканської території, яка включає країни, які не є членами Європейської Унії, тоді як інші посилаються на географічні аспекти. Кожна з цих держав, як і Молдова та Україна, мають на меті стати частиною подальшого розширення Європейської Унії та досягти показників демократії та трансмісії, але до того часу вони будуть тісно пов’язані з програмою очікування Центральноєвропейської угоди про вільну торгівлю перед ЄУ. Хорватія, яка вважається частиною Західних Балкан, приєдналася до ЄУ у липні 2013 року.

### Критика географічного визначення
Термін критикують за те, що він має геополітичне, а не географічне значення та визначення, як багатоетнічну та політичну територію в південно-східній частині Європи. Географічний термін півострів визначає, що морський кордон повинен бути довшим за сухопутний кордон, при цьому сухопутна сторона є найкоротшою в трикутнику, але це не так для Балканського півострова. Як східний, так і західний морські катети від Одеси до мису Матапан (прибл. 1230-1350 км) і від Трієста до мису Матапан (прибл. 1270 км) коротші за сухопутний катет від Трієста до Одеси (прибл. 1330 –1365 роки км). Край має надто довгий сухопутний кордон, щоб кваліфікувати його як півострів – Щецин (920 р. км) і Росток (950 км) на Балтійському морі ближче до Трієста, ніж до Одеси, але його не вважають іншим європейським півостровом. З кінця 19-го та початку 20-го століття точний північний кордон так і не був чітко встановлений. У дослідженнях природних кордонів Балкан, особливо північночі, часто уникають розгляду, називаючи цю тему problème fastidieux (делікатною проблемою), а саме так писав Андре Блан у Géographie des Balkans (1965), тоді як Джон Лампе та Марвін Джекман у Балканська економічна історія (1971) зазначив, що «сучасні географи, мабуть, погоджуються з думкою, що варто відкинути стару ідею Балканського півострова». Балканські гори, переважно в Північній Болгарії, не домінують у регіоні за довжиною та площею, як це робить Динарське нагір'я. Можливим «Балканським півостровом» можна вважати територію на південь від Балканських гір із можливою назвою «Греко-Албанський півострів».
Хорватські географи та науковці дуже критично ставляться до включення Хорватії в широкий географічний, соціально-політичний та історичний контекст Балкан, тоді як неологізм Західні Балкани сприймається як приниження Хорватії європейськими політичними силами. За словами М. С. Алтича, цей термін має два різні значення: «географічне, остаточно невизначене, і культурне, вкрай негативне, і нещодавно сильно вмотивоване сучасним політичним контекстом». У 2018 році президентка Хорватії Колінда Ґрабар-Китарович заявила, що слід уникати використання терміна «Західні Балкани», оскільки цей термін має на увазі не лише географічну територію, а й негативні конотації. Натомість цей регіон варто називати Південно-Східною Європою.

Словенський філософ Славой Жижек висловився про Балкани так:
Саме це алібі зіштовхує нас із першим із багатьох парадоксів, що стосуються Балкан: їхнє географічне розмежування ніколи не було точним. Ніколи не можна знайти остаточну відповідь на запитання: «Де вони починаються?». Для сербів вони починаються там, у Косово чи Боснія, і вони захищають християнську цивілізацію від цього європейського Іншого. Для хорватів вона починається з православної, деспотичної, візантійської Сербії, проти якої Хорватія захищає цінності демократичної західної цивілізації. Для словенців вона починається з Хорватії, і ми, словенці, є останнім форпостом мирної Серединної Європи. Для італійців і австрійців вона починається зі Словенії, де починається правління слов'янських орд. Для німців сама Австрія, з огляду на свої історичні зв'язки, уже заплямована балканською корупцією і неефективністю. Для деяких зарозумілих французів Німеччина асоціюється з балканською східною дикістю, аж до крайнього випадку з консервативними англійцями, які виступають проти Європейської Унії, для яких у неявному вигляді вся континентальна Європа зрештою функціонує як своєрідна балкансько-турецька глобальна імперія з Брюсселем як новим Константинополем, примхливим деспотичним центром, що загрожує англійській свободі та суверенітету. Таким чином, Балкани — це завжди щось Інше: вона лежать десь деінде, завжди трохи південно-східніше, з тим парадоксом, що, коли ми досягаємо самого дна Балканського півострова, ми знову чарівним чином уникаємо Балкан. Греція — це вже не власне Балкани, а колиска нашої західної цивілізації.

## Географія
Ґрунти на Балканському півострові, як правило, бідні, за винятком рівнин, де ділянки з природною травою, родючими ґрунтами та теплим літом дають можливість для обробки земель сільськогосподарського призначення. В інших місцях обробіток землі здебільшого невдалий через гори, спекотне літо та бідні ґрунти, хоча деякі культури, такі як оливки та виноград, процвітають.
Енергетичні ресурси доволі обмежені, за винятком Косова, де знаходяться значні поклади вугілля, свинцю, цинку, хрому та срібла. Існують також інші родовища вугілля, особливо в Болгарії, Сербії та Боснії. Поклади бурого вугілля широко поширені в Греції. Дефіцитні запаси нафти є в Греції, Сербії та Албанії. Покладів природного газу мало. Гідроенергетика широко використовується з понад 1000 дамб. Часто вітер бора також використовується для виробництва електроенергії.
Залізна руда зустрічається рідко, але в деяких місцях є значні запаси міді, цинку, олова, хроміту, марганцю, магнезиту та бокситів. Деякі метали експортуються.

### Рельєф
Більшу частину території займають гірські хребти, що простягаються з північного заходу на південний схід. Основними хребтами є Балканські гори (болгарською мовою Стара Планина), що простягаються від узбережжя Чорного моря в Болгарії до кордону з Сербією, Рило – Родопський масив на півдні Болгарії, Динарські Альпи в Боснії та Герцеговині, Хорватії та Чорногорії, гори Кораб – Шар, які простягаються від Косово до Албанії та Північної Македонії, і хребет Пінд, що охоплює південну Албанію в центральну Грецію та Албанські Альпи, а також Юлійські Альпи на північно-західному кордоні. Найвищою горою регіону є Рила в Болгарії з Мусалою на висоті 2925 м, друге місце займає гора Олімп у Греції, а Мітікас — 2917 м, а гора Пирин з Вихреном, також у Болгарії, є третьою з 2915 м м. Карстове поле або поле є загальною рисою ландшафту.
Західні береги сильно порізані бухтами й затоками, часто круті й скелясті, східні — як правило. низькі, прямолінійні. У Греції — великі півострови Пелопоннес і Халкідіки. В Адріатичному та Егейському морях поблизу узбережжя багато островів. Більшу частину території займають низькі та середні гори — Динарське нагір'я, Пінд, Сербське нагір'я, Стара Планина, Родопи та інші; найбільша висота 2925 м (гора Мусала в горах Рила).
Рівнини розташовані на півночі півострова (південні частини Середньодунайської і Нижньодунайської рівнин), в міжгірних пониженнях (Верхньотракійська, Тессалійська низовини та інші), місцями вздовж узбережжя.

### Клімат
На Адріатичному та Егейському узбережжях клімат середземноморський, на узбережжі Чорного моря вологий субтропічний і океанічний, у внутрішніх районах півострова клімат вологий континентальний. У північній частині півострова і в горах зима морозна і сніжна, а літо жарке і сухе. У південній частині зими м'якші. Вологий континентальний клімат переважає в Боснії та Герцеговині, північній Хорватії, Болгарії, Косово, північній Чорногорії, Республіці Північна Македонія, внутрішніх районах Албанії та Сербії. Тим часом інші менш поширені клімати, вологий субтропічний і океанічний клімати, спостерігаються на чорноморському узбережжі Болгарії та Балканської Туреччини (Європейська Туреччина). Середземноморський клімат спостерігається на адріатичному узбережжі Албанії, Хорватії та Чорногорії, а також на іонічному узбережжі Албанії та Греції, на додаток до узбережжя Егейського моря Греції та Балканської Туреччини (Європейської Туреччини).
Клімат на півночі Балканського півострова і в центральних областях помірний континентальний, з холодною та сніжною зимою і спекотним і сухим літом. Середня температура липня становить 22 °C і середня температура січня −1 °C на рівнині і −5 °C в горах. Клімат на півдні й заході субтропічний середземноморський зі спекотним літом і прохолодною зимою. Середня температура липня становить 26 °C і середня температура січня 10 °C. Клімат на північному сході морський і субтропічний океанічний з теплим літом і прохолодною зимою. Середня температура липня становить 22 °C і середня температура січня 5 °C. Окрім цих основних типів, спостерігається різний перехідний клімат. Опадів на рік 1000—1500 мм (у районі бухти Котор — близько 5000 мм), у східній і південній частині (за винятком високих гір) — менше ніж 1000 мм, місцями менше ніж 500 мм.

### Водойми
Річки великого значення Дунай і Сава, а також Мариця, Морава, найбільші озера — Шкодер (Скадарське), Охридське, Прєспа.

### Рослинність
Протягом століть ліси були вирубані та замінені чагарниками. У південній частині і на узбережжі — вічнозелена рослинність. Всередині півострова поширені типові для Центральної Європи ліси (дуб і бук, а в горах — ялина, ялиця і сосна). Лінія дерев у горах лежить на висоті 1800–2300 м м. Земля є оселищем для багатьох ендемічних видів, у тому числі надзвичайно численних комах і рептилій, які служать їжею для різноманітних хижих птахів і рідкісних падальників.

## Історія та геополітичне значення

### Античність

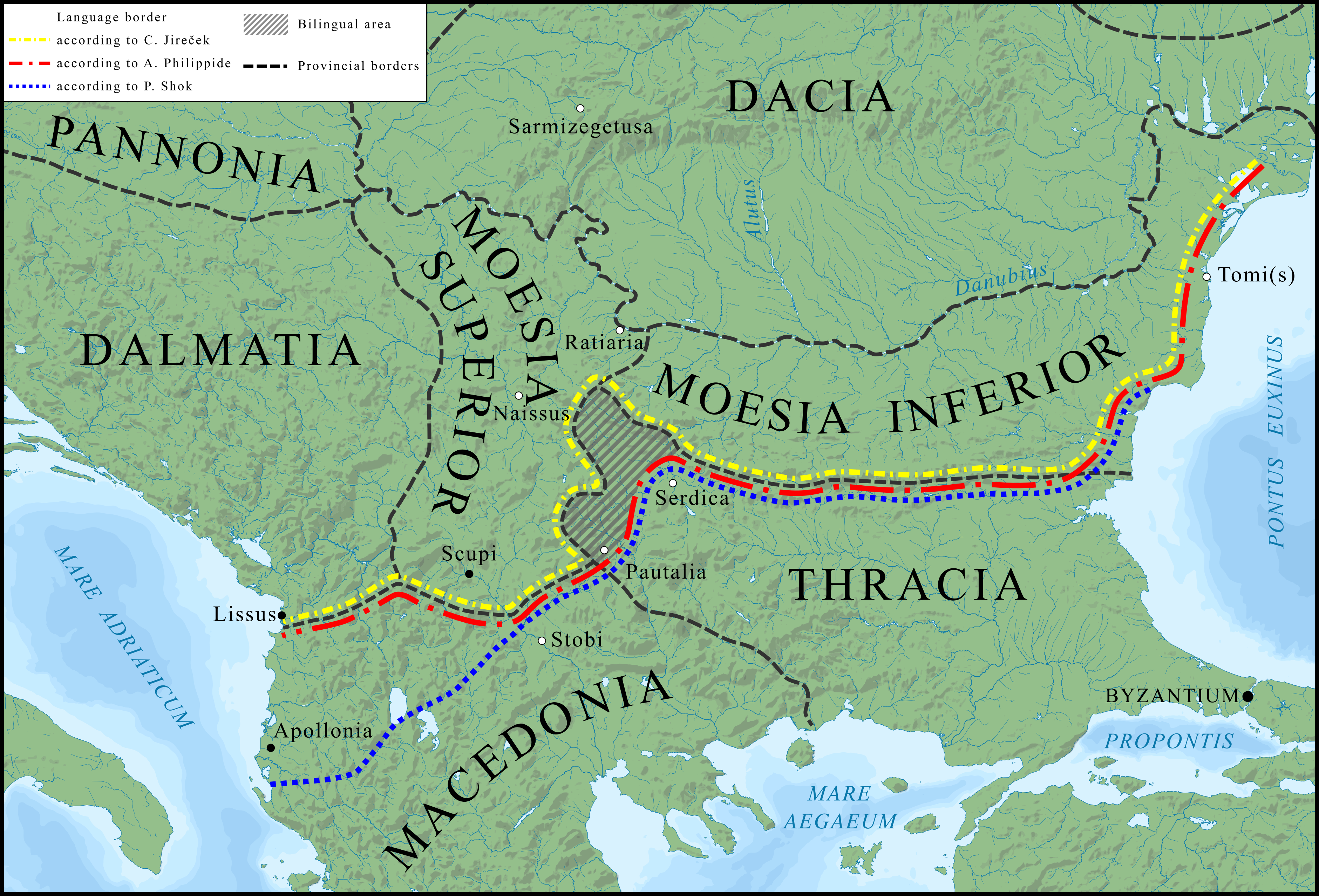
Лінія Їречека.

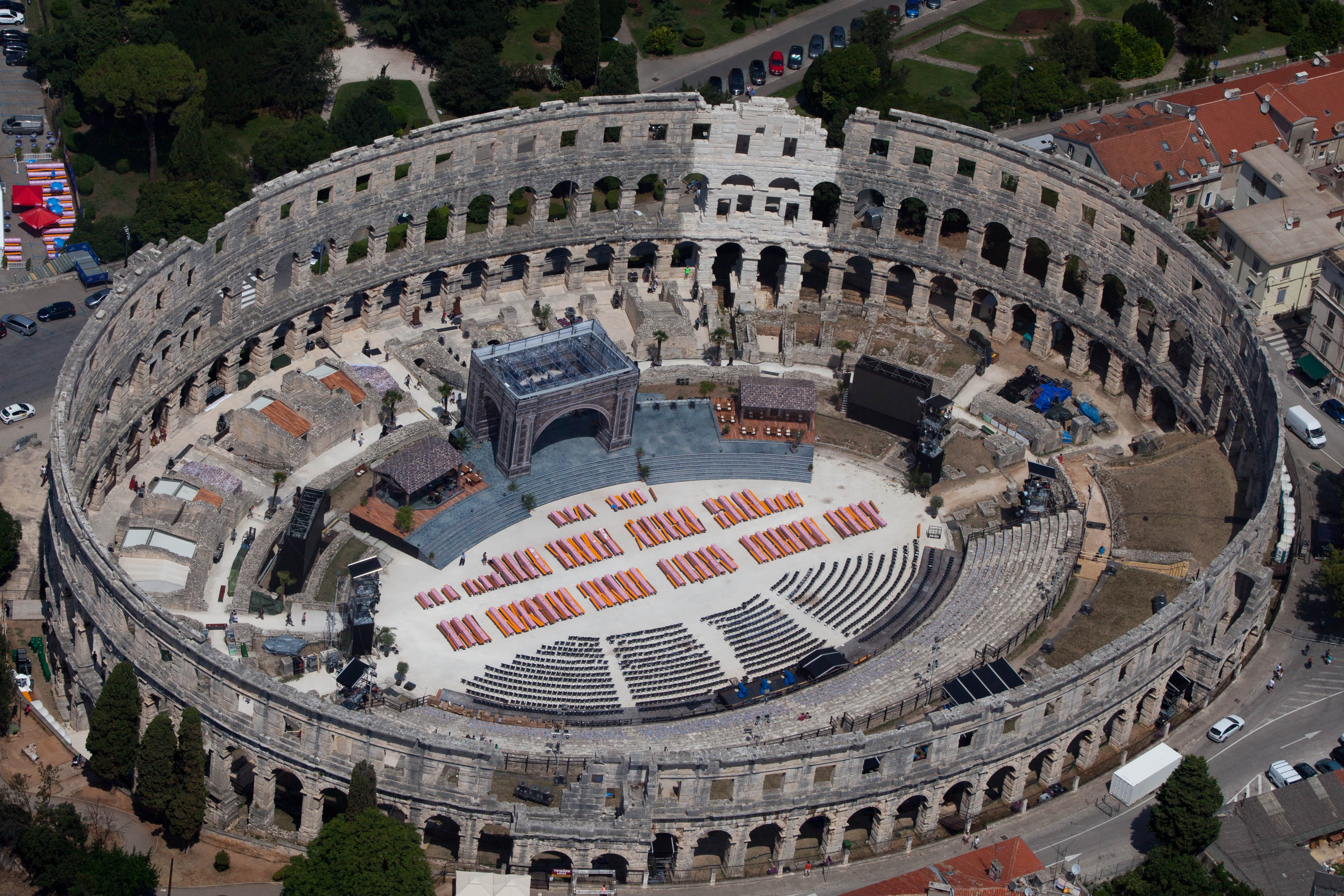
Амфітеатр Пули, єдиний римський амфітеатр, що досі існує, має чотири бічні вежі та всі три римські архітектурні ордени повністю збережені.

Балканський регіон був першою територією в Європі, де в епоху неоліту прийшли землеробські культури. Балкани були заселені з палеоліту і є шляхом, яким землеробство з Близького Сходу поширилося до Європи під час неоліту (7 тисячоліття до н. е.). Звичаї вирощування зерна та розведення худоби прийшли на Балкани з Родючого півмісяця через Анатолію та поширилися на захід і північ до Центральної Європи, зокрема через Паннонію. У регіоні розвинулися два ранніх культурних комплекси, Старчевська культура та Вінчанська культура. Балкани також є місцем розташування перших розвинених цивілізацій. Вінчанська культура розвинула форму праписемности до шумерів і мінойців, відому як староєвропейське письмо, тоді як основна частина символів була створена в період між 4500 і 4000 роками до нашої ери, а символи на глиняних табличках Тартарії навіть датуються. приблизно до 5300 року до нашої ери.
У самобутності Балкан домінує їхнє географічне положення; історично ця територія була відома як перехрестя культур. Це був перетин латинської та грецької частин Римської імперії, місце призначення масового напливу язичницьких булгар і слов’ян, територія, де зустрілися православне та католицьке християнство, а також місце зустрічі ісламу та християнства.
Албанська, еллінська та інші палеобалканські мови мали своє ядро формування на Балканах після індоєвропейських міграцій у регіоні. У докласичній і класичній давнині цей регіон був домом для греків, іллірійців, пеонійців, тракійців, даків та інших стародавніх груп. Перська імперія Ахеменідів включала частини Балкан, включаючи Стародавню Македонію, Тракію (частини сучасної східної Болгарії) і чорноморський прибережний регіон Румунії, починаючи з 512 року до нашої ери. Після поразки персів у греко-перських війнах у 479 році до нашої ери вони залишили всі свої європейські території, які відновили свою незалежність. Під час правління Філіпа II Македонського (359-336 до н. е.) Македонія стала наймогутнішою державою на Балканах. У другому столітті до нашої ери Римська імперія завоювала регіон і поширила римську культуру та латинську мову, але значні частини все ще залишалися під класичним грецьким впливом. Єдиними палеобалканськими мовами, які збереглися, є албанська та грецька. Римляни вважали Родопські гори північною межею півострова Гемус (пізніше названа лінією Їречека). Однак великі простори на південь від лінії Їречека були і є населені волохами (аромунами), романомовними спадкоємцями Римської імперії.
Булгари та слов'яни прибули в шостому столітті і почали асимілювати та витісняти вже асимільованих (через романізацію та еллінізацію) старих жителів північних і центральних Балкан. Ця міграція призвела до формування окремих етнічних груп серед південних слов’ян, до яких належали болгари, хорвати, серби та словенці. До прибуття слов'ян частина західного півострова була домом для праалбанців. Включаючи такі міста, як Ниш, Штип. Це можна підтвердити розвитком назв, наприклад, Naissos > Nish і Astibos > Shtip, які дотримуються албанських фонетичних звукових правил, що вказує на те, що праалбанською мовою розмовляли до слов’янського вторгнення на Балкани.

### Середньовіччя та нова історія

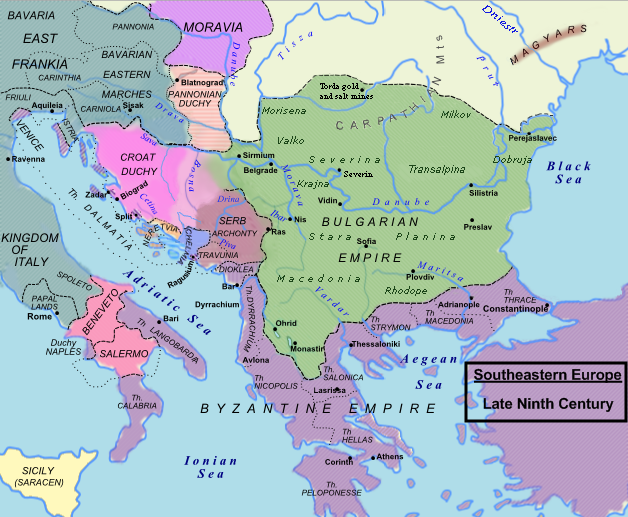
Балкани в 850 році.

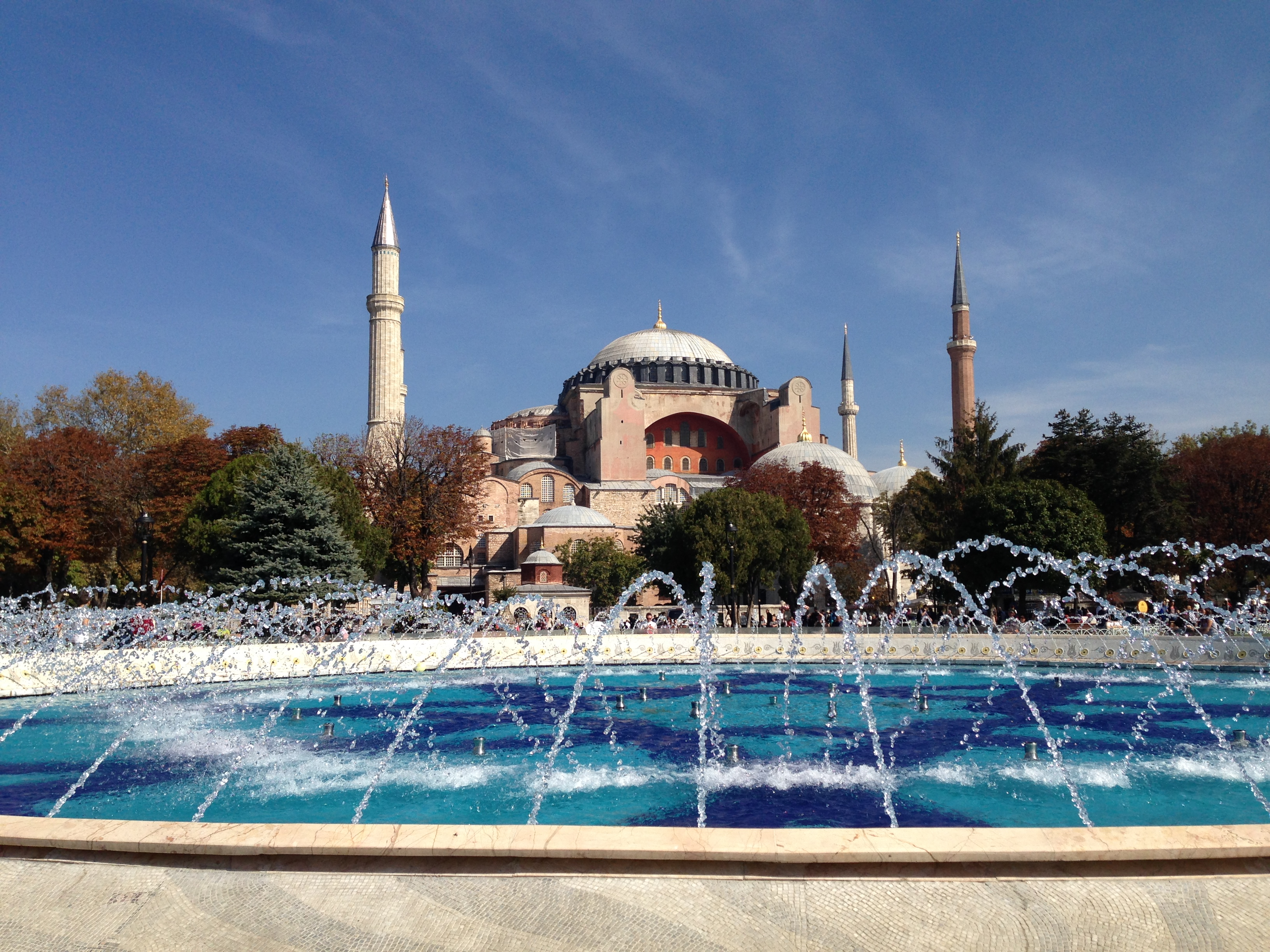
Собор Святої Софії, побудований у VI столітті в Константинополі (нині Стамбул, Туреччина) як східно-православний собор, пізніше він став мечеттю, потім музеєм, а зараз це і мечеть, і музей.

Голубацька фортеця, побудована в XIV столітті з видом на стратегічно важливу ущелину Залізних воріт, була однією з багатьох балканських фортець, побудованих у Середньовіччі для опору військам загарбників.

Протягом раннього середньовіччя Візантійська імперія була домінуючою державою в регіоні, як у військовому, так і в культурному плані. Їхня культурна сила стала особливо очевидною в другій половині IX століття, коли візантійським місіонерам Кирилу і Методію вдалося поширити візантійський варіант християнства серед більшості мешканців Балкан, які раніше були язичниками. Спочатку християнство візантійського обряду перейняли болгари та серби, трохи пізніше приєдналися румуни. Албанці, з іншого боку, через їх ізольованість у своїх гірських поселеннях, не відразу ставали християнами.
Виникнення Першого Болгарського царства та постійні конфлікти між Візантійською імперією та Першим Болгарським царством значно послабили візантійський контроль над Балканами до кінця X століття. Візантійці ще більше втратили владу на Балканах після відродження болгар наприкінці XII століття з утворенням Другого Болгарського царства. Після розпаду Другого Болгарського царства влада Візантійської імперії була продовжена через нездатність слов'ян об'єднатися, що було спричинено частими міжусобицями. Болгарія в першій половині XIV століття була затьмарена новою зростаючою регіональною силою Сербії, яка стала результатом повстання Стефана Душана та завоювання більшої частини Балкан для створення Сербського царства. Сербське царство та Візантійська імперії продовжували залишатися домінуючими силами в регіоні до приходу османів через кілька десятиліть.
Османська експансія в регіоні почалася в другій половині XIV століття, оскільки Візантійська імперія продовжувала втрачати контроль над регіоном після кількох поразок від османів. У 1362 році турки-османи завоювали Адріанополь (нині Едірне, Туреччина). Це був початок їхнього завоювання Балканського півострова, яке тривало більше століття. Інші держави в цьому регіоні почали розпадатися, наприклад Сербія після битви на Косовому полі в 1389 році, Болгарія в 1396 році, Константинополь в 1453 році, Боснія в 1463 році, Герцеговина в 1482 році і Чорногорія в 1499 році. Завоювання було полегшено для османів через існуючі розбіжності серед православних народів і ще глибший розрив, який існував на той час між східними та західними християнами Європи.
Албанці під проводом князя-католика Скандербега деякий час (1443–1468) чинили опір османам, використовуючи партизанську війну. Досягнення Скандербега, зокрема битва при Альбулені та перша облога Круї принесли йому славу по всій Європі. Зрештою османи завоювали майже всю територію Балкан і досягли Центральної Європи на початку XVI століття. Деяким меншим країнам, таким як Чорногорія, вдалося зберегти певну автономію, керуючи власними внутрішніми справами, оскільки територія була надто гористою, щоб повністю підкорити її. Іншою невеликою країною, яка зберегла свою незалежність, як де-факто, так і де-юре в цьому випадку, був адріатичний торговий центр Рагузька республіка (тепер Дубровник, Хорватія).
До кінця XVI століття Османська імперія стала контролюючою силою в регіоні після розширення з Анатолії через Тракію на Балкани. Багато людей на Балканах відносять своїх найбільших народних героїв до епохи наступу або відступу Османської імперії. Як приклади, для греків, Костянтин XI Палеолог і Теодорос Колокотроніс; а для сербів — Мілош Обилич, князь Лазар Хребелянович і Карагеоргій; для албанців Георгій Кастріоті Скандербег; для македонців Никола Карев і Гоце Делчев; у болгар — Васил Левський, Георгій Стойков Раковський і Христо Ботев, у хорватів — Нікола Шубич-Зринський.
Протягом останніх кількох століть через часті війни Османської імперії в Європі, що велися на Балканах і навколо них, а також через порівняльну ізоляцію Османської імперії від основної течії економічного прогресу (що відображає зсув комерційного та політичного центру тяжіння Європи до Атлантики), Балкани були найменш розвиненою частиною Європи. За словами Галіля Іналджика, «населення Балкан, згідно з однією оцінкою, скоротилося з 8 мільйонів наприкінці XVI століття до лише 3 мільйонів до середини XVIII століття. Ця оцінка базується на документальних свідченнях Османської імперії».
Більшість балканських національних держав виникли протягом XIX та початку XX століть, коли вони здобули незалежність від Османської імперії та Австро-Угорщини: Перша грецька республіка в 1821 році, Королівство Сербія та Князівство Чорногорія у 1878 році, Румунське королівство у 1881 році, Третє Болгарське царство в 1908 році та Князівство Албанія в 1912 році.

Сучасна політична історія Балкан з 1796 року.

### Новітня історія

#### Світові війни
У 1912–1913 роках спалахнула Перша Балканська війна, коли національні держави Болгарії, Сербії, Греції та Чорногорії об’єдналися в Балканську Лігу проти Османської імперії. У результаті війни майже всі європейські території Османської імперії були захоплені та розділені між союзниками. Подальші події також призвели до створення незалежної Албанії. Болгарія наполягала на своїй територіальній цілісності після російсько-турецької війни (1877–78) років в інших кордонах і на передвоєнній болгаро-сербській угоді. Болгарія була спровокована кулуарними угодами між її колишніми союзниками Сербією та Грецією щодо розподілу здобичі в кінці Першої балканської війни. У той час Болгарія воювала на головному Тракійському фронті. Болгарія розпочала Другу Балканську війну, коли вона напала на Сербію та Грецію. Серби і греки відбивали поодинокі атаки, але коли грецька армія вторглася в Болгарію разом з неспровокованою румунською інтервенцією в тилу, Болгарія розвалилася. Османська імперія скористалася можливістю відвоювати Східну Тракію, встановивши її нові західні кордони, які досі залишаються частиною сучасної Туреччини.
Перша світова війна почалася на Балканах у 1914 році, коли члени «Млада Босна», революційної організації з переважно сербськими та югославістськими членами, вбили спадкоємця Австро-Угорщини, ерцгерцога Австрійського Франца Фердинанда в столиці Боснії та Герцеговини, Сараєво. Це спричинило війну між Австро-Угорщиною та Сербією, яка через існуючі ланцюги альянсів призвела до Першої світової війни. Незабаром Османська імперія приєдналася до Центральних держав, ставши однією з трьох імперій, що брали участь у цьому альянсі. Наступного року Болгарія приєдналася до Центральних держав, атакуючи Сербію, яка протягом року успішно боролася з Австро-Угорщиною на півночі. Це призвело до поразки Сербії та втручання Антанти на Балканах, яка послала експедиційний корпус, щоб створити новий фронт, третій у цій війні, який незабаром також став статичним. Участь Греції у війні через три роки, в 1918 році, з боку Антанти остаточно змінила рівновагу між супротивниками, що призвело до краху там спільного німецько-болгарського фронту, що спричинило вихід Болгарії з війни, і, у свою чергу, розпад Австро-Угорської імперії, що завершило Першу світову війну.
У період між двома війнами, щоб зберегти геополітичний статус-кво в регіоні після закінчення Першої світової війни, 9 лютого 1934 року в Атенах між Другою грецькою республікою, Румунським королівством, Туреччиною та Королівством Югославія була створена Балканська Антанта.
З початком Другої світової війни всі балканські держави, за винятком Грецького королівства, були союзниками нацистської Німеччини, маючи двосторонні військові угоди або входили до Троїстичного пакту. Фашистська Італія розширила війну на Балкани, використовуючи свій протекторат над Албанією для вторгнення в Грецію. Після відбиття атаки греки контратакували, вторгшись у контрольовану Італією Албанію та викликавши інтервенцію нацистської Німеччини на Балканах, щоб допомогти своєму союзнику. За кілька днів до німецького вторгнення нейтральні військові захопили владу в результаті успішного державного перевороту в Белграді.
Незважаючи на те, що новий уряд підтвердив свої наміри виконувати свої зобов’язання як член Осі, Німеччина разом з Болгарією вторглася як у Грецію, так і в Королівство Югославія. Югославія одразу ж розпалася, коли лояльні до сербського короля та хорватські частини повстали. Греція чинила опір, але після двох місяців боїв зазнала краху й була окупована. Дві країни були розділені між трьома союзниками по Осі, Болгарією, Німеччиною та Італією, і Незалежною Державою Хорватія, маріонетковою державою Італії та Німеччини.
Під час окупації населення зазнало значних втрат через репресії та голод, на що населення відреагувало створенням масового руху опору. Разом із ранньою та надзвичайно важкою зимою того року (яка спричинила сотні тисяч смертей), німецьке вторгнення катастрофічно вплинуло на графік запланованої операції «Барбаросса» спричинивши значну затримку, що мало серйозні наслідки в ході війни.
Наприкінці 1944 року радянські війська увійшли до Румунії та Болгарії, витіснивши німців з Балкан. Радянські війська залишили по собі регіон, значною мірою зруйнований внаслідок експлуатації у воєнний час.

#### Холодна війна
Під час холодної війни більшістю країн на Балканах керували комуністичні уряди. Греція стала першим полем битви зароджуваної холодної війни. Доктрина Трумена була відповіддю США на громадянську війну, яка вирувала з 1944 по 1949 рік. Ця громадянська війна, розв’язана Комуністичною партією Греції за підтримки комуністів-добровольців із сусідніх країн (Албанії, Болгарії та Югославії), призвела до масової американської допомоги некомуністичному грецькому уряду. Завдяки цій підтримці Греції вдалося перемогти партизанів і, зрештою, залишитися однією з двох єдиних некомуністичних країн у регіоні разом із Туреччиною.
Однак, незважаючи на те, що Соціалістична Федеративна Республіка Югославія (1948 р.) та Народна Соціалістична Республіка Албанія (1961 р.) перебували під комуністичним урядом, вони посварилися з Радянським Союзом. Югославія, очолювана маршалом Йосипом Броз Тіто (1892–1980), спочатку підтримала, а потім відкинула ідею об’єднання з Болгарією та натомість прагнула тісніших відносин із Заходом, а згодом навіть очолила разом з Індією та Єгиптом Рух неприєднання. З іншого боку, Албанія тяжіла до комуністичного Китаю, згодом зайнявши ізоляціоністську позицію.
28 лютого 1953 року Грецьке королівство, Туреччина та Соціалістична Федеративна Республіка Югославія підписали в Анкарі Договір про дружбу та співробітництво, який утворив Балканський пакт 1953 року. Метою договору було стримування радянської експансії на Балканах і остаточне створення спільного військового штабу для трьох держав. На момент підписання пакту Туреччина та Греція були членами Організації Північноатлантичного договору (НАТО), тоді як Югославія була позаблоковою комуністичною державою. Завдяки Пакту Югославія змогла опосередковано асоціювати себе з НАТО. Хоча планувалося, що пакт буде діяти протягом 20 років, він розпався в 1960 році.
Будучи єдиними некомуністичними країнами, Греція та Туреччина були (і залишаються) частиною НАТО, утворюючи південно-східне крило альянсу.

#### Після холодної війни та євроінтеграція
У 1990-х роках перехід країн колишнього Варшавського пакту (Радянської імперії) до демократичних суспільств вільного ринку відбувався мирно. Під час перебування в позаблоковій Соціалістичній Федеративній Республіці Югославія війни між колишніми югославськими республіками спалахнули після того, як Соціалістична Республіка Словенія та Соціалістична Республіка Хорватія провели вільні вибори, а їхні люди проголосували за незалежність на референдумах своїх країн. Соціалістична Республіка Сербія, у свою чергу, оголосила розпуск політичної унії неконституційним, а Югославська Народна Армія безуспішно намагалася зберегти статус-кво. Республіка Словенія та Республіка Хорватія проголосили незалежність 25 червня 1991 року, що спричинило хорватську війну за незалежність та десятиденну війну в Словенії. Зрештою югославські війська вийшли зі Словенії в 1991 році, тоді як війна в Хорватії тривала до кінця 1995 року. За ними вийшли Соціалістична Республіка Македонія, а пізніше Соціалістична Республіка Боснія і Герцеговина, причому Боснія найбільше постраждала від бойових дій. Війни спричинили втручання Організації Об’єднаних Націй, а наземні та повітряні сили НАТО вжили дій проти сербських сил у Боснії та Герцеговині та Союзній Республіці Югославія (тобто Сербії та Чорногорії).

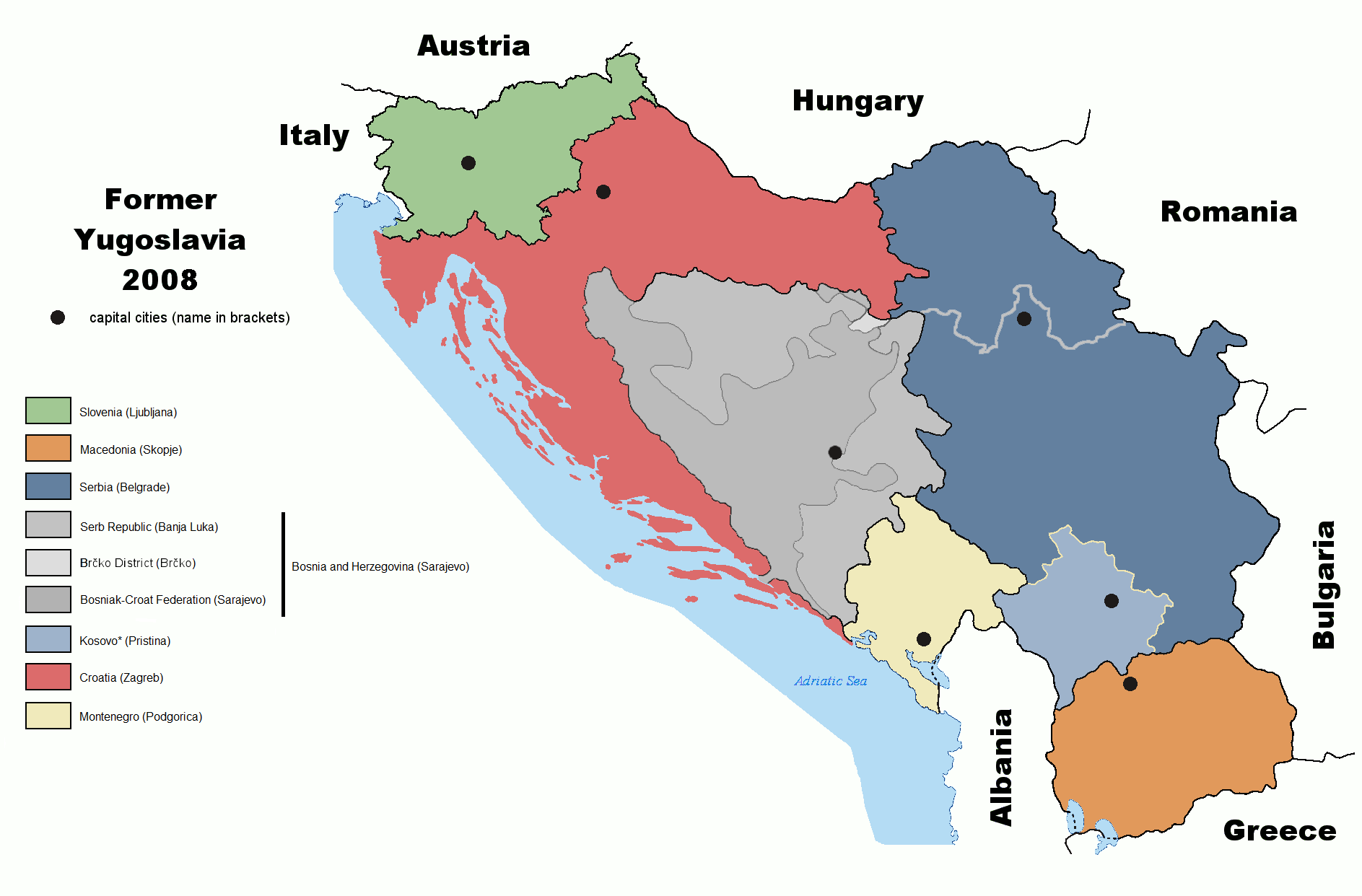
Державні утворення на території колишньої Югославії, 2008.

Після розпаду Югославії шість держав отримали міжнародно визнаний суверенітет: Словенія, Хорватія, Боснія і Герцеговина, Північна Македонія, Чорногорія та Сербія; усі вони традиційно входять до Балканського регіону, що часто викликає суперечки. У 2008 році, перебуваючи під управлінням ООН, Косово проголосило незалежність (згідно з офіційною політикою Сербії, Косово все ще є внутрішньою автономним краєм). У липні 2010 року Міжнародний суд ООН постановив, що проголошення незалежности було законним. Більшість країн-членів ООН визнають Косово як суверенну державу. Після закінчення воєн у Сербії спалахнула Бульдозерна революція, і Слободан Мілошевич, сербський комуністичний лідер (обраний президентом між 1989 і 2000 роками), був скинутий і переданий для суду в Міжнародний кримінальний трибунал за злочини проти міжнародного гуманітарного права під час югославських воєн. Мілошевич помер від серцевого нападу в 2006 році до винесення вироку. У 2001 році албанське повстання в Македонії змусило державу надати місцеву автономію етнічним албанцям у регіонах, де вони переважають.
Після розпаду Югославії між Македонією та Грецією виникло питання щодо назви, під якою колишня (федеративна) республіка Македонія буде визнана на міжнародному рівні. Будучи македонською частиною Югославії (див. Вардарська Македонія), федеративна республіка під югославською ідентичністю мала назву (Соціалістична) Республіка Македонія, над якою вона проголосила свій суверенітет у 1991 році. Греція, маючи великий омонімічний регіон (див. Македонія), виступала проти використання назви як ознаки національности та етнічної приналежности. Так спір про назву Македонії було вирішено за посередництва ООН у червні 2018 року, коли було досягнуто Преспанської угоди, яка передбачала перейменування держави на Північну Македонію у 2019 році.
Балканські держави контролюють прямі сухопутні шляхи між Західною Європою та Південно-Західною Азією (Мала Азія та Близький Схід). З 2000 року всі балканські держави дружньо ставляться до Європейської Унії і Сполучених Штатів Америки.
Греція є членом Європейської Унії з 1981 року, тоді як Словенія є членом з 2004 року, Болгарія та Румунія є членами з 2007 року, а Хорватія є членом з 2013 року. У 2005 році Європейська Унія вирішила розпочати переговори щодо вступу з державами-кандидатками; Туреччина та Македонія були визнані кандидатками на членство в ЄУ. У 2012 році Чорногорія почала переговори про вступ до ЄУ. У 2014 році Албанія стала офіційною кандидаткою на вступ до ЄУ. Очікувалося, що до 2025 року Сербія мала б завершити переговори про вступ до ЄУ, однак цей процес був загальмований через визнання Косово як суверенної держави існуючими державами-членами ЄУ та не підтримку Сербією санкцій проти Російської Федерації через повномасштабне вторгнення в Україну. У грудні 2022 року Боснія і Герцеговина отримала статус кандидатки на вступ до ЄУ, проте перемовини досі не розпочали. Косово офіційно подало заявку на вступ до Європейської Унії 14 грудня 2022 року, проте статус кандидата держава досі не отримала.
Греція і Туреччина є членами НАТО з 1952 року. У березні 2004 року Болгарія, Румунія та Словенія стали членами НАТО. Албанія та Хорватія є членами НАТО з квітня 2009 року. Чорногорія приєдналася в червні 2017 року. 27 березня 2020 року останньою державою-членом, яка вступила до НАТО, була Північна Македонія. У грудні 2018 року Боснія і Герцеговина отримала план дій щодо членства в НАТО. Сербія не планує вступати до НАТО.
Усі держави Балкан висловили бажання приєднатися до ЄУ і НАТО (крім Сербії, яка прагне вступити лише до ЄУ).

## Економіка

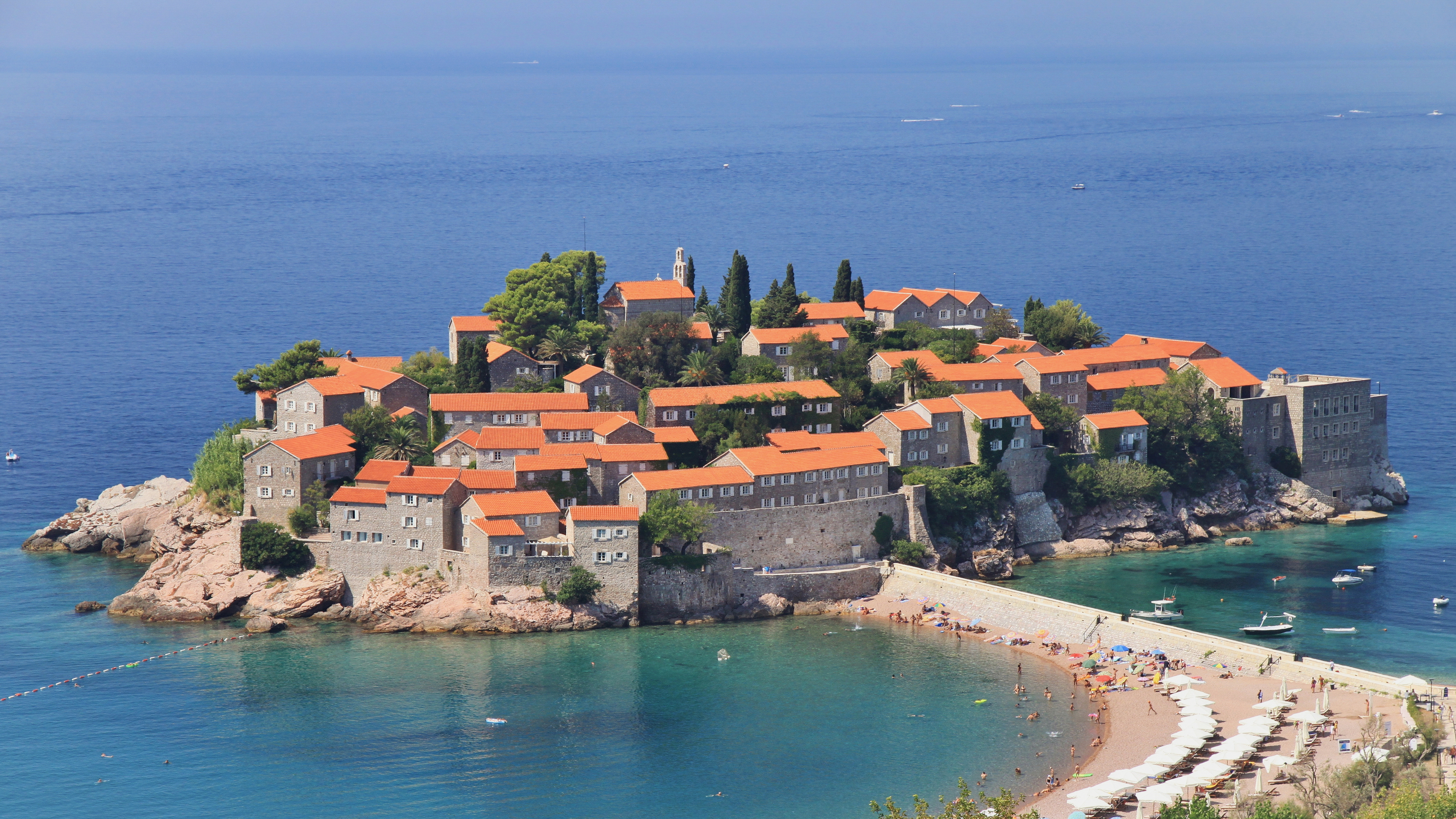
Погляд на місто Светий Стефан у Чорногорії, туризм становить значну частину чорногорської економіки.

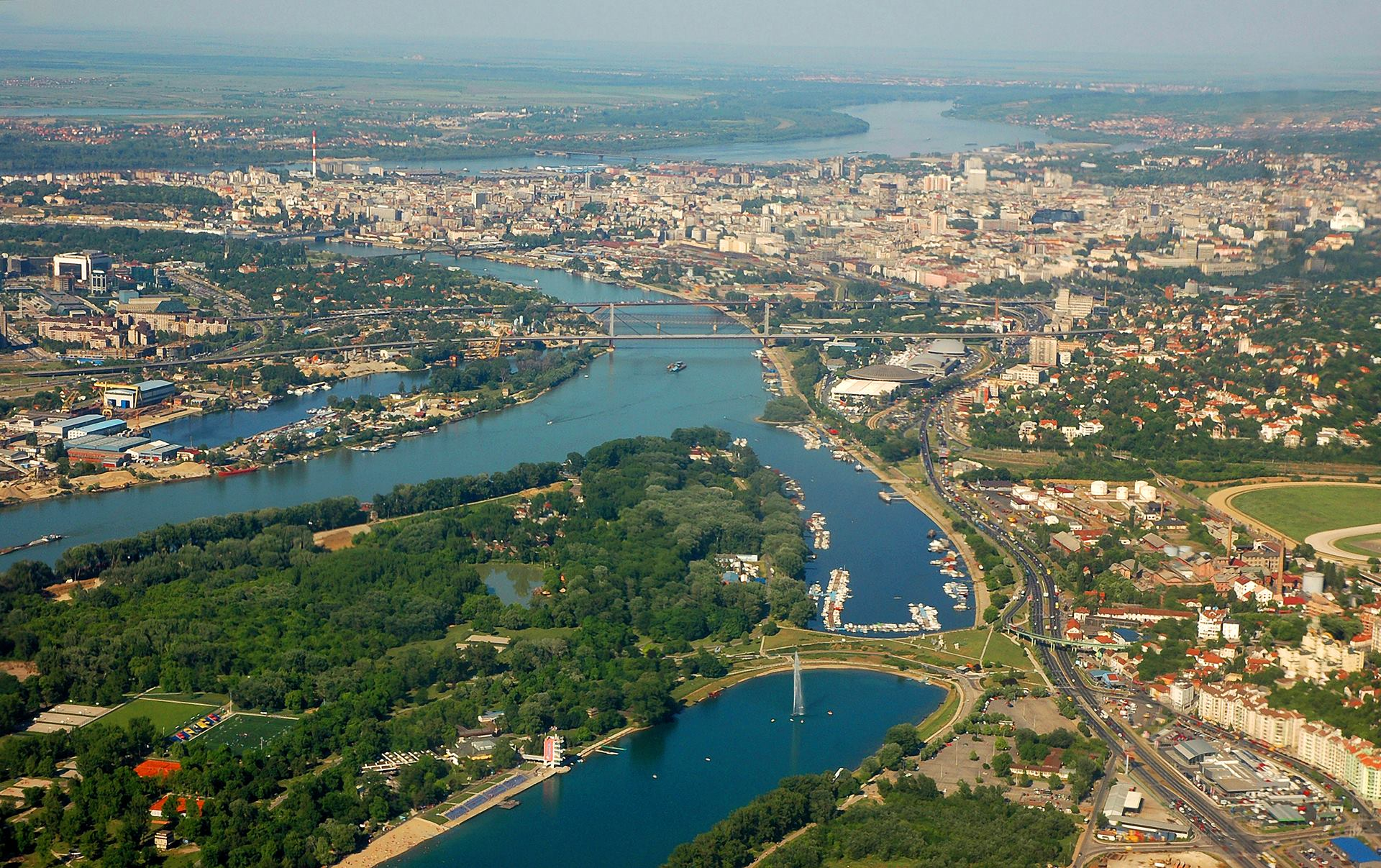
Вид над Белградом у Сербії, який є столицею Сербії та великим промисловим містом, яке становить значну частину сербської економіки.

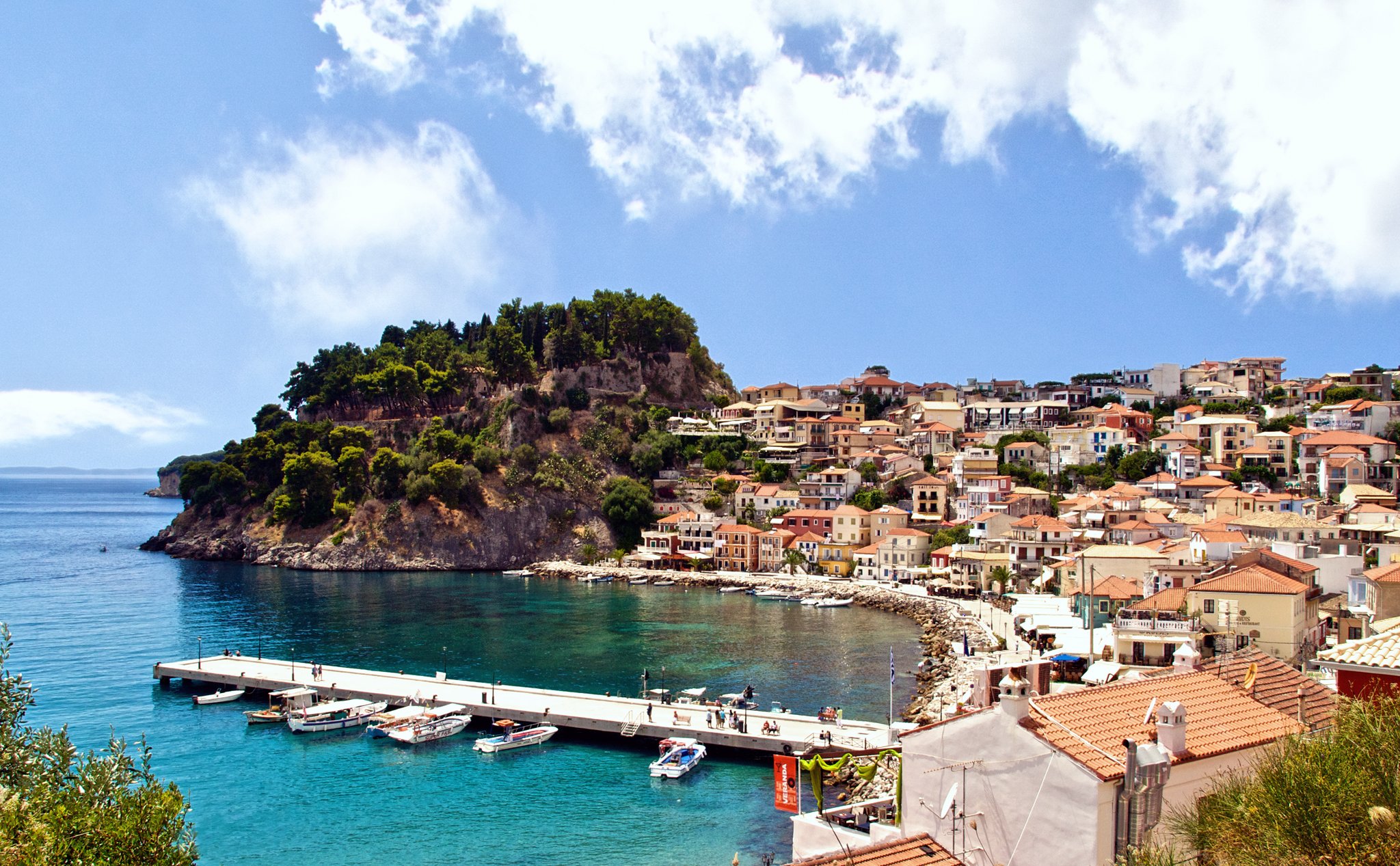
Погляд на місто Парга в Греції, туризм відіграє вирішальну роль у грецькій економіці.

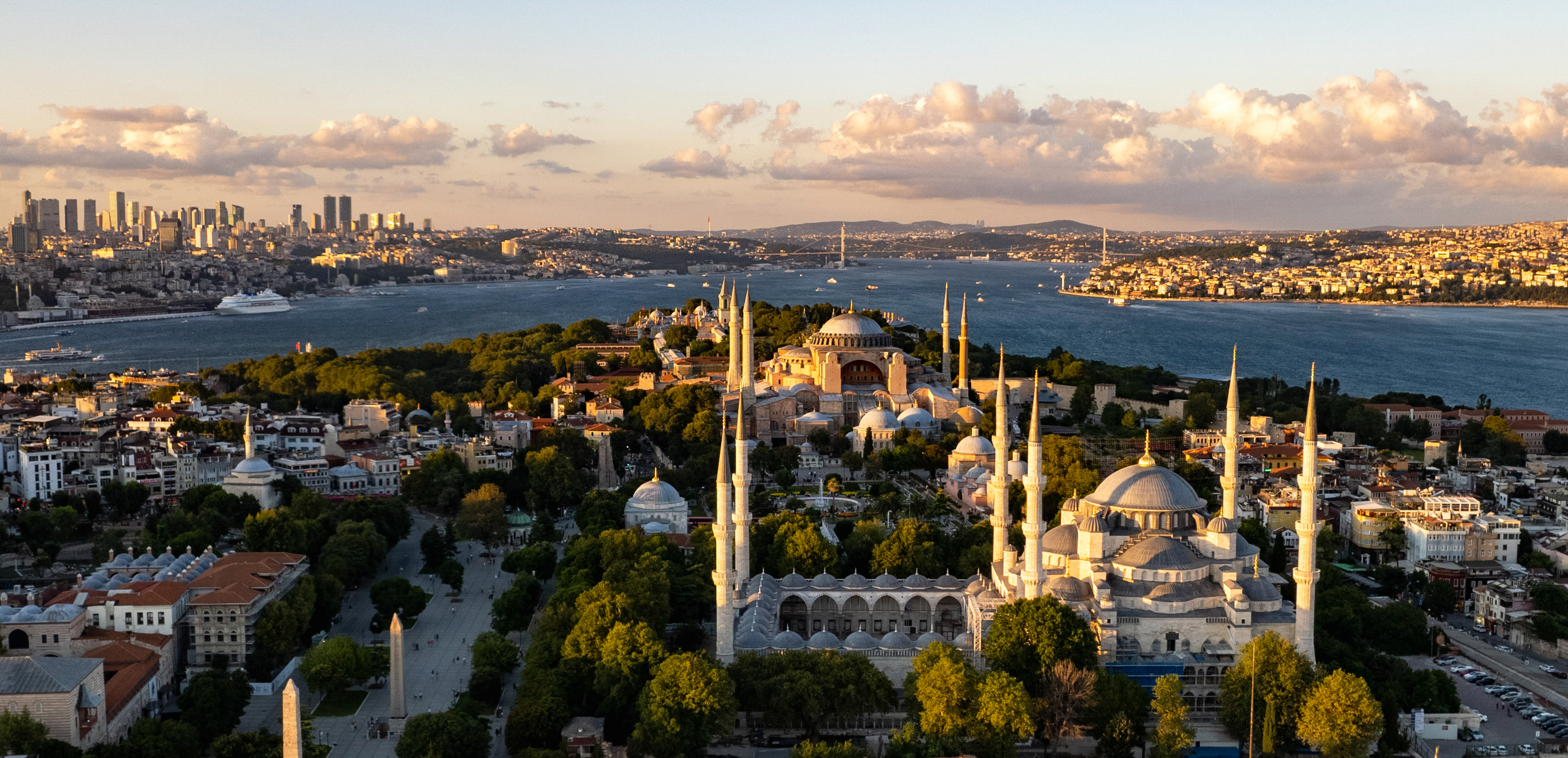
Вид на європейську частину Стамбула, яка відіграє важливу роль для турецької економіки.

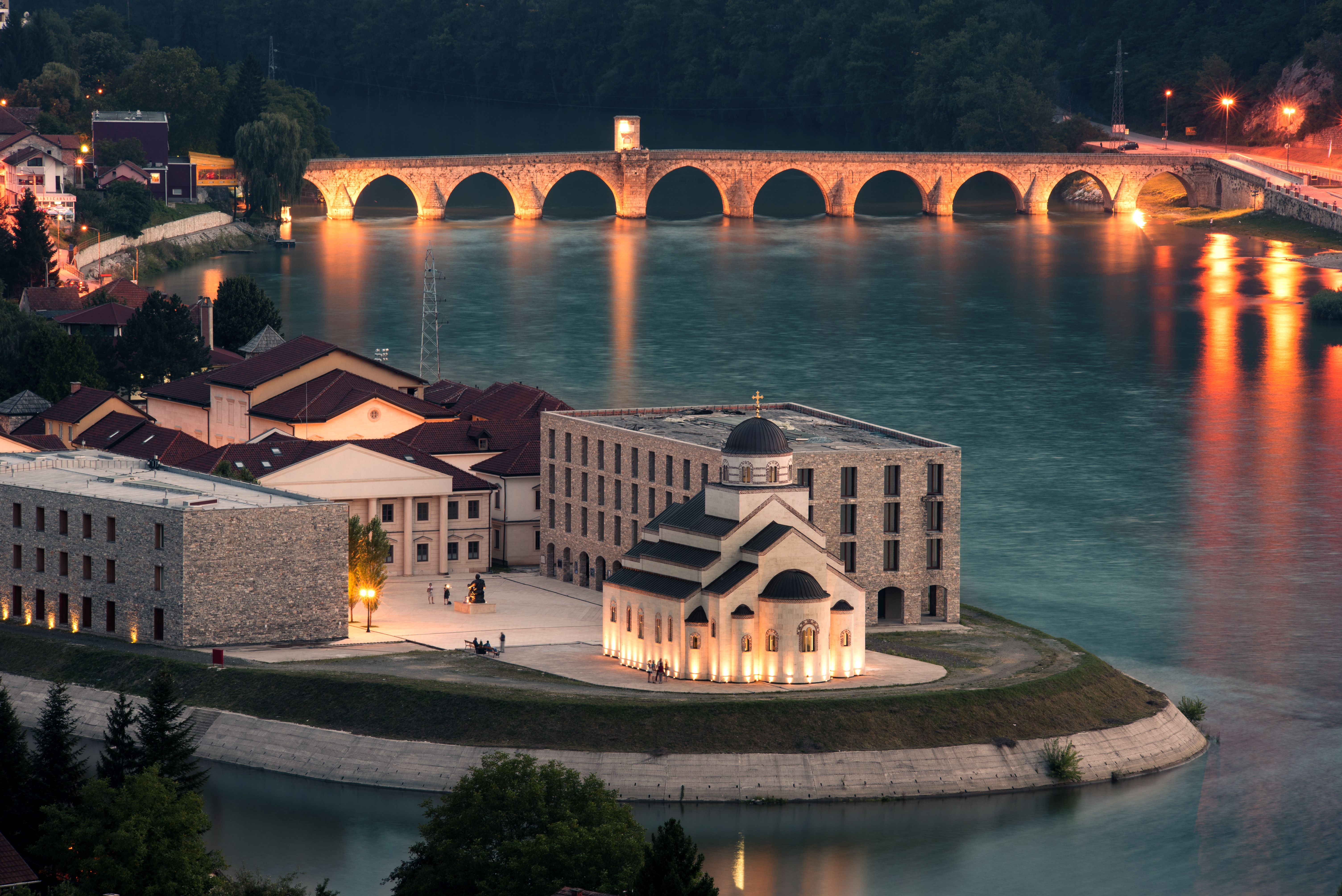
Вид на Андричград і міст Мехмеда-паші Соколовича в Боснії, туризм є швидкозростаючим сектором боснійської економіки.

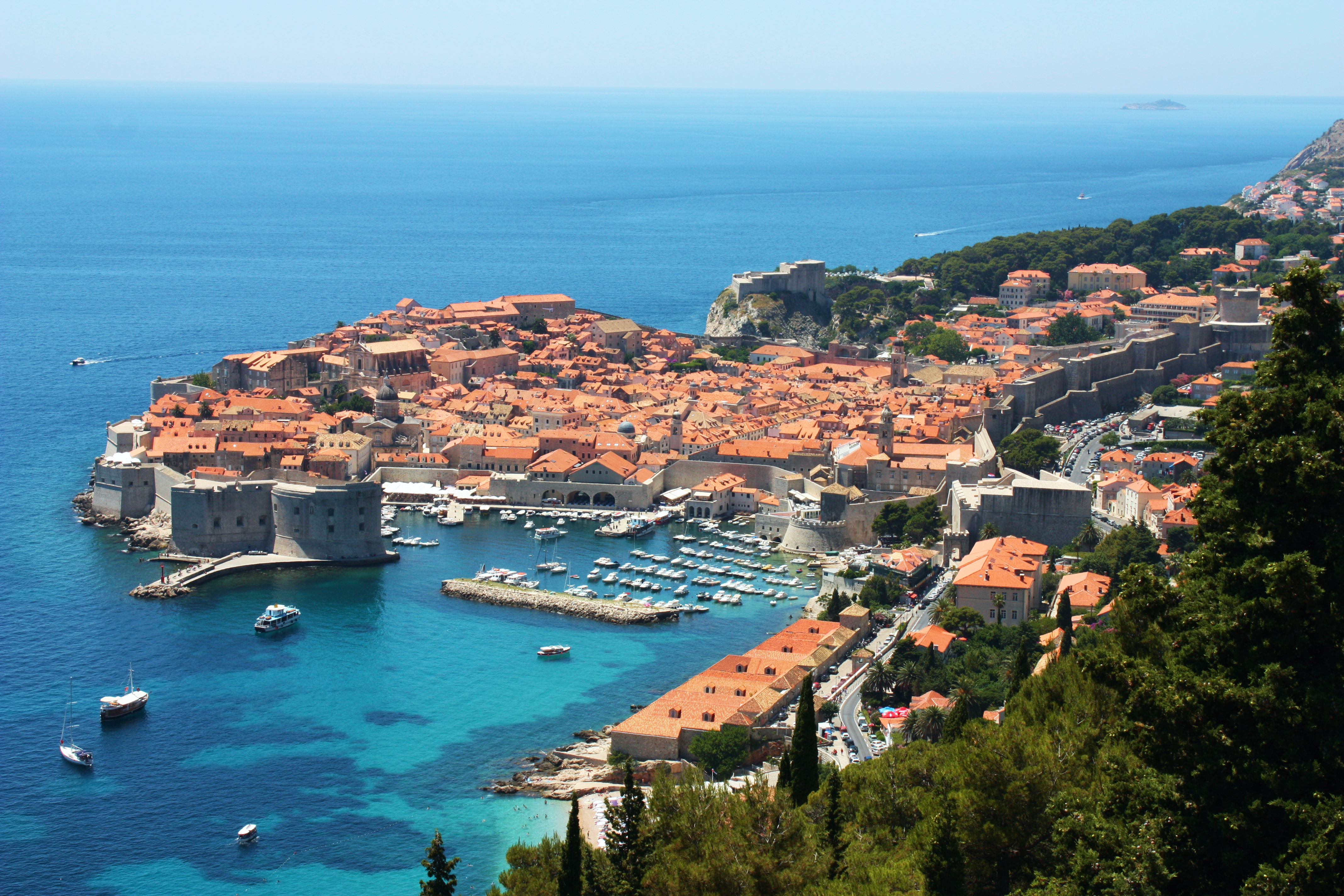
Погляд на Дубровник у Хорватії, туризм робить значний внесок у хорватську економіку.

Зараз усі держави є республіками, але до Другої світової війни всі країни були монархіями. Більшість республік є парламентськими, за винятком Румунії та Боснії та Герцеговини, які є напівпрезидентськими. Усі держави мають відкриту ринкову економіку, більшість із яких перебувають у діапазоні доходів вище середнього ($4,000–12,000 за людину), за винятком Хорватії, Румунії, Греції та Словенії, які мають високий дохід (понад $12,000 за людину), і класифікуються з дуже високим ІЛР, разом з Болгарією, на відміну від решти держав, які класифікуються лише з високим ІЛР. Держави колишнього Східного блоку, які раніше мали планову економічну систему, і Туреччина щороку мають поступове економічне зростання. Валовий внутрішній продукт на душу населення є найвищим у Словенії (понад $29,000), за нею йдуть Хорватія та Греція (~ $20,000), Румунія, Болгарія (понад $11,000), Туреччина, Чорногорія, Сербія (від $10,000 до 9,000) і Боснія і Герцеговина, Албанія, Північна Македонія (~$7,000) і Косово ($5,000). Коефіцієнт Джині, який вказує на рівень різниці в грошовому добробуті верств, знаходиться на другому рівні при найвищій грошовій рівності в Албанії, Болгарії та Сербії, на третьому рівні в Греції, Чорногорії та Румунії, на четвертому рівні у Північній Македонії, на п’ятому рівні в Туреччині, а найбільш нерівним за коефіцієнтом Джині є Боснія на восьмому рівні. Найнижчий рівень безробіття в Румунії та Болгарії (близько 5%), за ними йдуть Сербія та Албанія (11–12%), Туреччина, Греція, Боснія, Північна Македонія (13–16%), Чорногорія (~18%) та Косово (~25%).
Коли держави Західних Балкан відкрилися для приватних інвестицій у 1990-х роках, новостворені підприємства (переважно малі та середні підприємства) сприяли регіональному економічному розвитку, полегшуючи перехід від масивної державної структури до ринкової економіки. Зараз на малі та середні підприємства припадає 99% усіх активних підприємств, до 81% загальної створеної вартості та 72% загальної зайнятости на Західних Балканах.
Західні Балкани – це переважно банківська економіка, де банківський кредит є основним джерелом зовнішнього капіталу для всіх підприємств, включаючи малі та середні підприємства. Незважаючи навіть на те, що банківське кредитування області є обмеженим і нерозвиненим. Недавній аналіз Європейського інвестиційного банку оцінив дефіцит фінансування в $2,8 мільярда, або близько 2,5% номінального ВВП.
На більшості ринків Західних Балкан міжнародні банки мають ринкову частку від 70% до 90%. Наприкінці 2023 року макроекономічне середовище на Західних Балканах свідчить про зростання ризиків, що загрожує погіршити фінансовий дисбаланс. Результати нещодавнього опитування дають суперечливі дані про обставини фінансування підприємств. Хоча пропозиція впала внаслідок пандемії COVID-19 і підвищення процентних ставок, вона демонструє поступове відновлення.

### Регіональні організації
|  |  |
|  |  |

Див. також Чорноморські регіональні організації

## Демографія
Балканський півострів населяють албанці, аромуни, болгари, боснійці, хорвати, горанці, греки, істрорумуни, македонці, угорці, мегленорумуни, чорногорці, серби, словенці, румуни, турки та інші етнічні групи, які становлять меншини в певних державах, наприклад, ашкалі, євреї та цигани.
| Держава              | Населення (2023) | Щільність/км² (2018) | Тривалість життя (2018) |
| -------------------- | ---------------- | -------------------- | ----------------------- |
| Албанія              | 2 761 785        | 100                  | 78,3 років              |
| Боснія і Герцеговина | 3 502 550        | 69                   | 77,2 років              |
| Болгарія             | 6 447 710        | 64                   | 79,9 років              |
| Хорватія             | 3 850 894        | 73                   | 78,2 років              |
| Греція               | 10 394 055       | 82                   | 80,1 років              |
| Косово               | 1 798 188        | 165                  | 77,7 років              |
| Чорногорія           | 616 695          | 45                   | 76,4 років              |
| Північна Македонія   | 1 829 954        | 81                   | 76,2 років              |
| Румунія              | 19 051 562       | 82                   | 76,3 років              |
| Сербія               | 6 664 449        | 90                   | 76,5 років              |
| Словенія             | 2 116 792        | 102                  | 80,3 років              |
| Туреччина            | 11,929,013[c]    | 101                  | 78.5 років              |

### Релігія
Балкани є місцем перетину східного православного християнства, ісламу та римо-католицького християнства. Східне православ'я є релігією більшості як на Балканському півострові, так і в Балканському регіоні. Східна православна церква відіграла видатну роль в історії та культурі Центрально-Східної та Південно-Східної Європи. Є безліч різних традицій кожної віри, причому кожна зі східних православних держав має свою національну церкву. Певна частина населення на Балканах вважає себе нерелігійною.
Іслам має значну історію в регіоні, де мусульмани складають великий відсоток населення. За оцінками 2013 року, загальна чисельність мусульманського населення Балкан становить близько восьми мільйонів. Іслам є найбільшою релігією в таких країнах, як Албанія, Боснія і Герцеговина та Косово зі значними меншинами в Болгарії, Північній Македонії та Чорногорії. Менші популяції мусульман також зустрічаються в Румунії, Сербії та Греції.
| Території, на яких основною релігією є східне православ’я (з національними церквами в дужках)                                     | Релігійні меншини цих територій                                                                            |
| --- | --- |
| Болгарія: 59% (Болгарська православна церква)                                                                                     | Іслам (8%) і невідомо (27%)                                                                                |
| Греція: 81–90% (Грецьке православ'я)                                                                                              | Іслам (2%), католицтво (зокрема Грецька католицька церква), інші та невідомо                               |
| Чорногорія: 72% (Чорногорсько-Приморська митрополія Сербської ПЦ та самопроголошена автокефальна Чорногорська православна церква) | Іслам (19%), католицтво (3%, зокрема і Греко-католицька церква), інші та недекларовані (5%)                |
| Північна Македонія: 64% (Македонська православна церква — Охридська архієпископія)                                                | Іслам (33%), католицтво (зокрема Греко-католицька церква)                                                  |
| Румунія: 81% (Румунська православна церква)                                                                                       | Протестантизм (6%), католицтво (5%, зокрема Румунська греко-католицька церква), інші та недекларовані (8%) |
| Сербія: 84% (Сербська православна церква)                                                                                         | Католицтво (5%, зокрема Греко-католицька церква), іслам (3%), протестантизм (1%), інші та невідомо (6%)    |
| Території, на яких основною релігією є католицтво                                                                                 | Релігійні меншини цих територій                                                                            |
| Хорватія: 86% (Римо-католицька церква, зокрема і Греко-католицька церква)                                                         | Східне православ'я (4%), іслам (1%), інші та невідомо (7%)                                                 |
| Словенія: 57% (Римо-католицька церква, зокрема і Греко-католицька церква)                                                         | Іслам (2%), Східне православ'я (2%), інші та невідомо (36%)                                                |
| Території, на яких основною релігією є іслам                                                                                      | Релігійні меншини цих територій                                                                            |
| Албанія (58%) | Католицтво (10%), східне православ'я (7%, Албанська православна церква), інші та невідомо (24%)            |
| Боснія та Герцеговина (51%) | Східне православ'я (31%), католицтво (15%), інші та невідомо (4%)                                          |
| Косово (95%) | Католицтво (2%), Східне православ'я (2%), інші та невідомо (1%)                                            |
| Туреччина (90–99%) | Східне православ'я, нерелігійні (5%–10%)                                                                   |

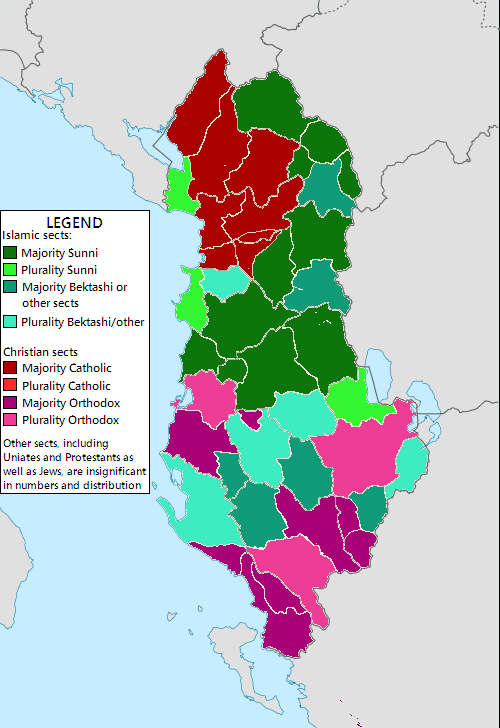
Приблизний розподіл релігій в Албанії.

Єврейські громади на Балканах були одними з найстаріших у Європі й сягали давніх часів. Ці громади були сефардами, за винятком Хорватії та Словенії, де єврейські громади складалися переважно з ашкеназі. У Боснії та Герцеговині невелика та згуртована єврейська громада на 90% складається з сефардів, а люди похилого віку все ще розмовляють сефардською мовою. Сефардське єврейське кладовище в Сараєво має надгробки унікальної форми з написами на стародавній сефардській мові. Сефарди мали велику присутність у місті Тессалоніки, і до 1900 року близько 80 000, або більше половини населення, були євреями. Єврейські громади на Балканах дуже постраждали під час Другої світової війни, і переважна більшість з них були вбиті під час Голокосту. Винятком були болгарські євреї, яких болгарський цар Борис III відправив до трудових таборів замість нацистських концтаборів. Майже всі з небагатьох тих, хто вижив, емігрували до (тоді) новоствореної держави Ізраїль та інших місць. Сьогодні майже жодна балканська держава не має великої єврейської спільноти.

### Мови

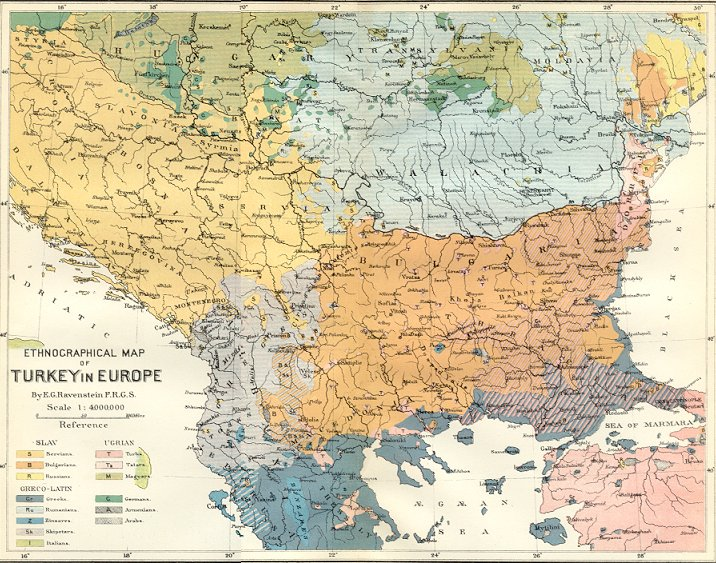
Етнічна карта Балкан (1880).

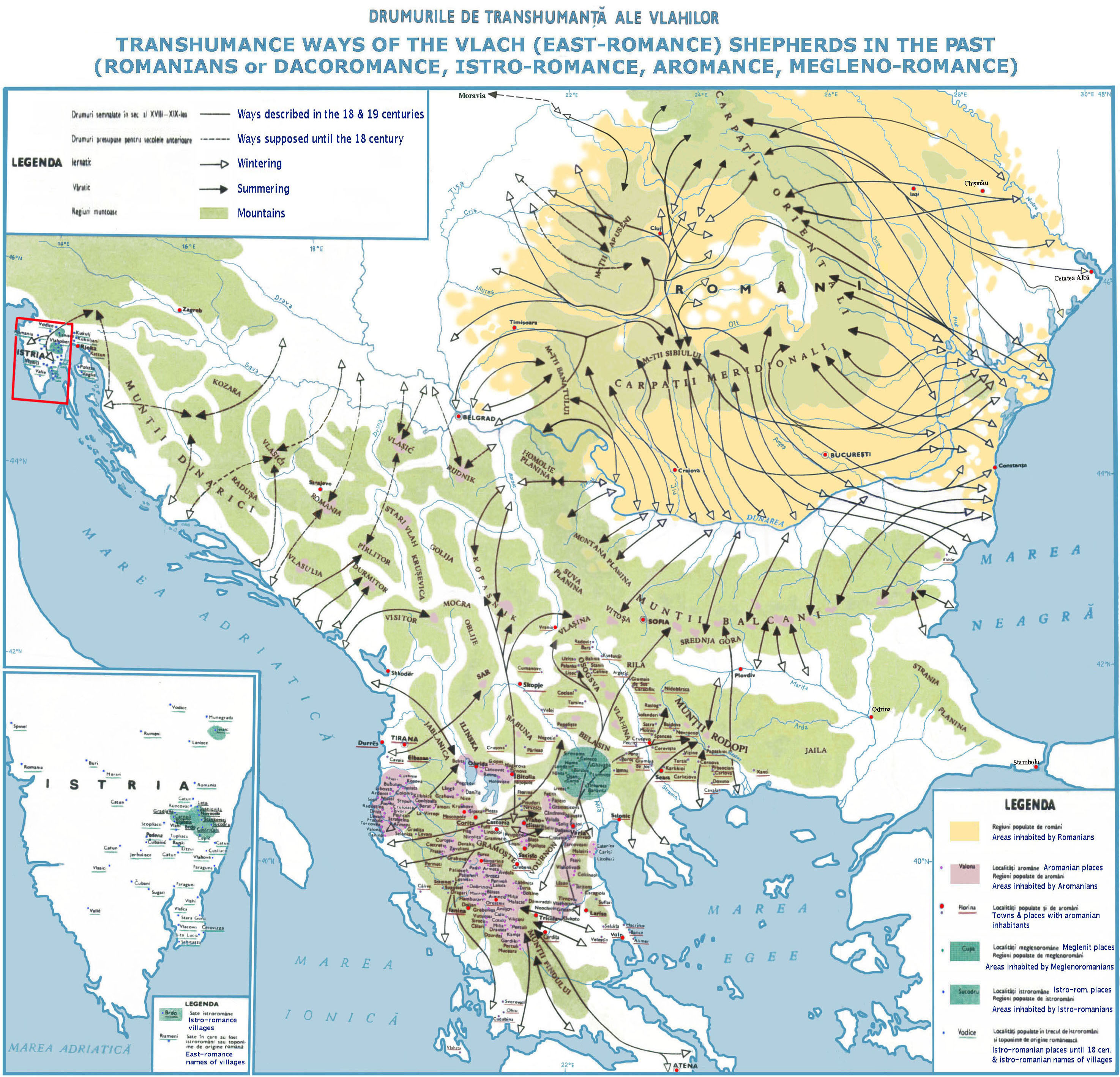
Шляхи перегонів романськомовних волоських пастухів у минулому.

Балканський півострів сьогодні є дуже різноманітним етнолінгвістичним регіоном, де є численні слов’янські та романські мови, а також албанська, грецька, турецька, угорська та інші мови. Циганською мовою розмовляє велика частина ромів, які проживають у балканських державах. Протягом історії на території проживало багато інших етнічних груп зі своїми мовами, серед яких тракійці, іллірійці, римляни, кельти та різні германські племена. Усі вищезазначені мови сучасності та минулого належать до ширшої індоєвропейської мовної сім'ї, за винятком тюркських мов (наприклад, турецької та гагаузької) та угорської.
| Держава              | Найбільш розмовна мова | Мовні меншини                                                                      |
| -------------------- | ---------------------- | ---------------------------------------------------------------------------------- |
| Албанія              | 98% албанська          | 2% інші                                                                            |
| Боснія і Герцеговина | 53% боснійська         | 31% сербська (офіційна), 15% хорватська (офіційна), 2% інші                        |
| Болгарія             | 86% болгарська         | 8% турецька, 4% циганська, 1% інша, 1% невизначених                                |
| Хорватія             | 96% хорватська         | 1% сербська, 3% інші                                                               |
| Греція               | 99% грецька            | 1% інші                                                                            |
| Косово               | 94% албанська          | 2% боснійська, 2% сербська (офіційна), 1% турецька, 1% інші                        |
| Чорногорія           | 43% сербська           | 37% чорногорська (офіційна), 5% албанська, 5% боснійська, 5% інші, 4% невизначених |
| Північна Македонія   | 67% македонська        | 25% албанська (офіційна), 4% турецька, 2% циганська, 1% сербська, 2% інші          |
| Румунія              | 85% румунська          | 6% угорська, 1% циганська                                                          |
| Сербія               | 88% сербська           | 3% угорська, 2% боснійська, 1% циганських, 3% інші, 2% невизначених                |
| Словенія             | 91% словенська         | 5% сербохорватська, 4% інші                                                        |
| Туреччина            | 85% турецька           | 12% курдська, 3% інші та невизначені                                               |

### Урбанізація
Більшість держав на Балканах переважно урбанізовані, з найменшою кількістю міського населення % від загальної кількості населення в Боснії та Герцеговині 49%, Косово 50% і Словенії 55%.
Список найбільших міст:
| Місто       | Держава              | Населення агломерації | Населення міста |
| ----------- | -------------------- | --------------------- | --------------- |
| Стамбул[b]  | Туреччина            | 10 097 862            | 10 097 862      |
| Атени       | Греція               | 3 753 783             | 664 046         |
| Бухарест    | Румунія              | 2 272 163             | 1 887 485       |
| Софія       | Болгарія             | 1 995 950             | 1 313 595       |
| Белград     | Сербія               | 1 659 440             | 1 119 696       |
| Загреб      | Хорватія             | 1 217 150             | 767 131         |
| Текірдаґ    | Туреччина            | 1 055 412             | 1 055 412       |
| Тессалоніки | Греція               | 1 012 297             | 325 182         |
| Тирана      | Албанія              | 912 000               | 418 495         |
| Любляна     | Словенія             | 537 712               | 292 988         |
| Скоп'є      | Північна Македонія   | 506 926               | 444 800         |
| Констанца   | Румунія              | 425 916               | 283 872         |
| Крайова     | Румунія              | 420 000               | 269 506         |
| Едірне      | Туреччина            | 413 903               | 306 464         |
| Сараєво     | Боснія і Герцеговина | 413 593               | 275 524         |
| Клуж-Напока | Румунія              | 411 379               | 324 576         |
| Пловдив     | Болгарія             | 396 092               | 411 567         |
| Варна       | Болгарія             | 383 075               | 395 949         |
| Ясси        | Румунія              | 382 484               | 290 422         |
| Брашов      | Румунія              | 369 896               | 253 200         |
| Киркларелі  | Туреччина            | 361 836               | 259 302         |
| Тімішоара   | Румунія              | 356 443               | 319 279         |
| Новий Сад   | Сербія               | 341 625               | 277 522         |
| Спліт       | Хорватія             | 325 600               | 161 312         |

b  Лише європейська частина Стамбула є частиною Балкан. У європейській частині Стамбула проживає дві третини з 15 519 267 жителів міста.

## Часові пояси
Часові пояси на Балканах:
- Території в часовому поясі UTC+01:00: Албанія, Боснія і Герцеговина, Хорватія, Косово, Чорногорія, Північна Македонія, Сербія та Словенія;
- Території в часовому поясі UTC+02:00: Болгарія, Греція та Румунія;
- Території в часовому поясі UTC+03:00: Туреччина.

## Культура
- Балканська кухня
- Балканська музика[en]
- Балканський легкоатлетичний чемпіонат[en]
- Балканський легкоатлетичний чемпіонат у закритих приміщеннях[en]
- Imagining the Balkans[en]